# Parabothus coarctatus
Parabothus coarctatus és un peix teleosti de la família dels bòtids i de l'ordre dels pleuronectiformes present a les costes de Nova Caledònia, sud del Japó i Hawaii. Pot arribar als 22,5 cm de llargària total.